# Петров, Дмитрий Витальевич
Дмитрий Витальевич Петров (род. 27 февраля 1963 года) — российский учёный, физик-ядерщик, член-корреспондент РАН (2022).

## Биография
Родился 27 февраля 1963 года.
В 1985 году — окончил МИФИ (кафедра экспериментальной и теоретической физики).
С 1985 года — работает в научно-теоретическом отделении РФЯЦ-ВНИИТФ (начальник отдела).
В 1995 году — защитил кандидатскую, в 2007 году — докторскую диссертацию.
С 2007 по 2013 годы — заместитель директора департамента разработки и испытаний ядерных боеприпасов и военных энергетических установок Госкорпорации «Росатом».
С 2013 года — главный конструктор начальник конструкторского бюро № 1 ФГУП «Российский Федеральный Ядерный Центр — всероссийский научно-исследовательский институт технической физики имени академика Е. И. Забабахина» (РФЯЦ-ВНИИТФ).
В 2022 году — избран членом-корреспондентом РАН от Отделения физических наук.

## Научная деятельность
Специалист в области разработки специзделий, подготовки и проведения неядерно-взрывных экспериментов.
Под его руководством разработаны новые и модернизирован ряд находящихся на вооружении изделий специальной техники, решены задачи обеспечения надежности и безопасности ядерного арсенала в условиях действия Договора о всеобъемлющем запрещении ядерных испытаний, включая создание новых видов радиографических и оптических установок для диагностики взрывных процессов, в том числе и комплекса импульсной томографии (введена в эксплуатацию первая очередь), не имеющего мировых аналогов, исследованы свойства делящихся материалов в тесном взаимодействии с организациями РАН.
Был научным руководителем нескольких подземных ядерных испытаний и возглавлял полигонные неядерно-взрывные эксперименты.

## Награды
- Медаль ордена «За заслуги перед Отечеством» II степени (2002)[1]
- Премия Правительства Российской Федерации в области науки и техники (2004)
- Знак отличия «За заслуги перед Челябинской областью» (10 мая 2017) — за весомый вклад в укрепление обороноспособности страны, заслуги и достижения в науке, многолетний добросовестный труд
- Орден Почёта (2024) — за большой вклад в развитие отечественной науки, многолетнюю плодотворную деятельность и в связи с 300-летием со дня основания Российской академии наук[2]